# Цхумі (футбольний клуб)
«Цхумі» — грузинський футбольний клуб з Сухумі. Заснований 1990 року. Виступав у найвищій лізі країни в перших чотирьох сезонах після отримання незалежності (1990—1992/93). Здобував срібні медалі першості та двічі виходив до фіналу Кубка Грузії.

## Історія
Клуб був заснований 1990 року, щоб представляти місто в першому розіграші чемпіонату незалежної Грузії. Першим президентом був футболіст і арбітр, футбольний функціонер, грузинський державний діяч Гурам Габескірія. Інші відомі клуби з Сухумі, в тому числі й «Динамо» відмовилися від участі, виявивши бажання продовжити виступати в Першій лізі СРСР. Відомі футболісти, такі як Гоча Гогрічіані і Георгій Чихрадзе перейшли з «Динамо» в «Цхумі».
У 1990 році клуб дебютував в чемпіонаті Грузії. У сезоні 1992/93 років зайняв останнє, 17-е місце, і був понижений у Першу лігу, але відмовився виступати в першості.
Лише в 1999 році клуб був відроджений і дебютував у Другій лізі, а з 2000 року команда виступає в Третій регіональній лізі. У тому ж 1999 році абхазькі сепаратисти також «відродили» команду з аналогічною назвою, але вона припинила своє існування в 2014 році.

## Досягнення
- Ліга Еровнулі
  -  Срібний призер (1): 1991/92

- Кубок Грузії
  -  Фіналіст (2): 1990, 1991/92

- Ліга Меоре
  -  Чемпіон (1): 2014/15

## Статистика виступів
Легенда
| - Іг = Зіграних матчів - В = Переможних матчів - Н = Нічийних матчів - П = Програних матчів - ЗМ = Забитих м'ячів - ПМ = Пропущених м'ячів - О = Очок - М = Підсумкове місце | - ЕРЛ = Ліга Еровнулі - ВЛС = Вища ліга СРСР - ПЛС = Перша ліга СРСР | - Р1 = Перший раунд - Р2 = Другий раунд - Р3 = Третій раунд - ЧФ = 1/4 фіналу - ПФ = 1/2 фіналу - ГР = Груповий раунд - ПКв1 = Перший кваліфікаційний раунд - ДКв2 = Другий кваліфікаційний раунд - ТКв3 = Третій кваліфікаційний раунд |

| Чемпіони | Срібні призери | Бронзові призери | Підвищення |

### Грузія
| Сезон   | Дивізіон       | Іг | В  | Н  | П  | ЗМ  | ПМ | О  | М     | Кубок Грузії | Суперкубок Грузії | Менеджмент          |  |   |                |
| ------- | -------------- | -- | -- | -- | -- | --- | -- | -- | ----- | ------------ | ----------------- | ------------------- |  | - | -------------- |
| 1990    | Ліга Еровнулі  | 34 | 13 | 10 | 11 | 50  | 36 | 44 | 7-ме  | Кубок Грузії | Суперкубок Грузії | Менеджмент          |  | - | Гіга Нарікадзе |
| 1991    | Ліга Еровнулі  | 19 | 9  | 4  | 6  | 34  | 26 | 31 | 6nd   | фіналіст     | -                 | Нугзар Бойгуа       |  |   |                |
| 1991-92 | Ліга Еровнулі  | 38 | 24 | 4  | 10 | 96  | 53 | 76 | 2nd   | фіналіст     | -                 | Нугзар Бойгуа       |  |   |                |
| 1992-93 | Ліга Еровнулі  | 32 | 8  | 1  | 23 | 59  | 84 | 25 | 17-те | SF           | -                 | Нугзар Бойгуа       |  |   |                |
| 2014-15 | Ліга Месаме    | 28 | 25 | 3  | 0  | 126 | 15 | 78 | 1-ше  |              | -                 | Іраклі Васадзе      |  |   |                |
| 2015-16 | Ліга Меоре     | 26 | 22 | 3  | 1  | 108 | 23 | 39 | 3-тє  |              | -                 | Іраклі Васадзе      |  |   |                |
| 2016    | Ліга Меоре     | 16 | 12 | 1  | 3  | 65  | 15 | 37 | 3-тє  |              | -                 | Леван Жобава        |  |   |                |
| 2017    | Ліга Регіоналі | 24 | 18 | 3  | 3  | 66  | 13 | 57 | 3-тє  |              | -                 | Гіоргі Пейкурішвілі |  |   |                |
| 2018    | Ліга Регіоналі | 1  | 0  | 0  | 1  | 0   | 7  | 0  | 9-те  |              | -                 | Іраклі Васадзе      |  |   |                |

## Стадіон
Команда орендувала старий стадіон «Амері». У зв'язку з тим, що стадіон «Динамо» в місті Сухумі контролюють абхазькі сепаратисти, на даний час у власності «Цхумі» немає ні стадіону, ні тренувальної бази.

## Склад клубу
Станом на 31 березня 2018 року 
| №  | Поз. | Нац.   | Гравець                    |
| -- | ---- | ------ | -------------------------- |
| 1  | ВР   | Грузія | Раті Чітадзе               |
| 2  | ЗХ   | Грузія | Леван Хідашелі             |
| 3  | ЗХ   | Грузія | Гіоргі Корідзе             |
| 4  | ЗХ   | Грузія | Джаба Сулаквелідзе         |
| 5  | ЗХ   | Грузія | Бека Іванішвілі            |
| 6  | ПЗ   | Грузія | Александр Ростіашвілі      |
| 7  | ПЗ   | Грузія | Лука Сабанадзе             |
| 8  | ЗХ   | Грузія | Лаша Гонгадзе              |
| 9  | ПЗ   | Грузія | Бека Карсімашвілі          |
| 10 | НП   | Грузія | Шота Апшинашвілі (капітан) |
| 11 | НП   | Грузія | Гага Кухіанідзе            |

| №  | Поз. | Нац.   | Гравець          |
| -- | ---- | ------ | ---------------- |
| 12 | ВР   | Грузія | Резі Каранадзе   |
| 13 | ВР   | Грузія | Гіоргі Габунія   |
| 14 | ПЗ   | Грузія | Давід Надірадзе  |
| 16 | НП   | Грузія | Лука Васадзе     |
| 17 | НП   | Грузія | Гіоргі Глунчадзе |
| 18 | ПЗ   | Грузія | Лука Сігуа       |
| 19 | НП   | Грузія | Леван Кокая      |
| 20 | ЗХ   | Грузія | Отар Купатадзе   |
| 22 | ПЗ   | Грузія | Лаша Жгенті      |
| 23 | ПЗ   | Грузія | Лексо Ткачові    |

## Персонал

### Тренерський та технічний персонал
| Посада            | Ім'я                | Національність |
| ----------------- | ------------------- | -------------- |
| Головний тренер:  | Іраклі Васадзе      | Грузія         |
| Асистент тренера: | Іраклі Цамалашвілі  | Грузія         |
| Тренер воротарів: | Нукрі Жологуа       | Грузія         |
| Асистент:         | Коба Герліані       | Грузія         |
| Доктор:           | Гіоргі Інджгія      | Грузія         |
| Адміністратор:    | Бачана Гугумберідзе | Грузія         |

- Останнє оновлення: 2 квітня 2018 року
- Джерело:[4]

### Менеджмент
| Посада              | Ім'я            |
| ------------------- | --------------- |
| Президент           | Александр Цулая |
| Директор            | Гіоргі Зарія    |
| Фінансовий директор | Етер Гахарія    |

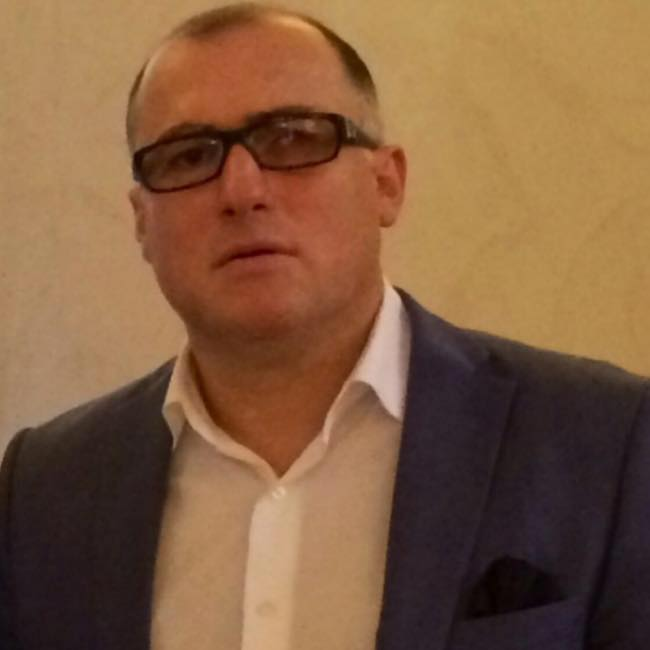
Грузинський бізнесмен Александр Тулая нинішній президент клубу.

- Останнє оновлення: 11 березня 2018 року

## Найкращі бомбардири
| Роки    | Гравець            | Країна | Голи |
| 2017    | Шотіко Апшинашвілі | Грузія | 14   |
| 2015-16 | Леван Калдані      | Грузія | 13   |
| 2014-15 | Міндія Гогатішвілі | Грузія | 27   |

## Відомі гравці
- Юрій Габіскірія
- Георгій Гогіашвілі
- Гоча Гогрічіані
- Звіад Джеладзе
- Михайло Джишкаріані
- Григорій Цаава
- Георгій Чіхрадзе

## Відомі тренери
Усі тренери ФК «Цхумі» (Сухумі)
| Ім'я                | Період    |
| ------------------- | --------- |
| Гіга Норікадзе      | 1990–1991 |
| Нугзар Богджуа      | 1991–1993 |
| Іраклі Васадзе      | 2013-2016 |
| Леван Жобава        | 2016-2017 |
| Гіоргій Пейкрішвілі | 2017-2018 |
| Іраклі Васадзе      | 2018-     |